# Namyangju
Namyangju (남양주) este un oraș din provincia Gyeonggi-do, Coreea de Sud.

## Orașe înfrățite
Namyangju is twinned with:
- Changzhou, China
- Dartford, Anglia
- Gangjin, Coreea de Sud
- Jeongeup, South Korea
- Kampong Cham, Cambodia
- Sacheon, Coreea de Sud
- Vinh, Vietnam
- Yeongwol, Coreea de Sud